# Bible de Moutier-Grandval
La Bible de Moutier-Grandval est un manuscrit enluminé de la Bible, réalisé vers 835 à l'abbaye Saint-Martin de Tours, en France. Jusqu'au début du XIXe siècle, l'ouvrage appartient à l'ancienne abbaye de Moutier-Grandval, située dans l'actuel canton de Berne, en Suisse. Il est aujourd'hui conservé à la British Library sous la cote Add. 10546.
Il s'agit de l'une des plus anciennes Bibles illustrées conservées intégralement dans le monde.

## Historique
Exécutée à l'abbaye Saint-Martin de Tours, alors située dans l'Empire carolingien et dotée d'un scriptorium parmi les plus réputés de son époque, la Bible est vraisemblablement réalisée vers l'an 835 lors de la renaissance carolingienne.
Son arrivée à l'abbaye de Moutier-Grandval, située dans le royaume de Bourgogne, demeure à ce jour sans réponse définitive. Selon l'historien Johannes Duft (de), deux hypothèses sont avancées. La première suggère que la Bible est offerte à l'abbaye par le duc Liutfrid d'Alsace ou par son fils Hugues. En dotant ainsi leur abbaye, ils cherchent à en rehausser la renommée. Les ducs de Savoie, ayant un lien familial avec les comtes de Tours, entretiennent une connexion directe avec le lieu de production. De plus, étant apparentés à l'empereur Lothaire Ier, ils bénéficient d’un accès privilégié à un réseau royal où la possession de bibles tourangelles constitue un signe de prestige. En effet, au IXe siècle, l'abbaye atteint son apogée. Pépin le Bref la place sous sa protection directe dès 750. Depuis, elle bénéficie d’un statut d’immunité qui la dispense du paiement de redevances au souverain, des privilèges renouvelés à plusieurs reprises. Son influence s’étend alors bien au-delà de ses murs, et elle possède des biens jusqu’en Alsace. La seconde hypothèse avance que l’arrivée de la Bible est liée au moine Ison de Saint-Gall. Venu à l’abbaye de Moutier-Grandval pour y enseigner, il apporte ce manuscrit afin de disposer d’un texte biblique irréprochable et de valoriser son lieu d’activité. Après sa mort, la Bible y serait restée.
L'abbaye de Moutier-Grandval, créée selon la volonté du supérieur de l'abbaye de Luxeuil, est fondée en 640 par le moine Germain de Trêves, à l'emplacement de l'actuelle ville de Moutier. En 1115, les moines rattachés à saint Colomban deviennent des chanoines bénédictins, donnant ainsi naissance au chapitre de Moutier-Grandval. En 1534, avec l’adoption de la Réforme protestante à Moutier, le chapitre se réfugie d’abord à Soleure, puis s'établit à Delémont, située dans la principauté épiscopale de Bâle, emportant avec lui le manuscrit, les trésors de saint Germain ainsi que les reliques de saint Germain de Trêves et saint Randoald de Grandval (en).
Entre 1595 et 1606, une liste de chanoines est ajoutée à l'ouvrage. Une inscription est également apposée sur la dernière page du livre, disant : « Saints Germain et Randoald sont les propriétaires de ce livre, et ledit livre ne devra jamais être aliéné ni transporté en un autre lieu » suggérant que les reliques des deux saints et le manuscrit doivent rester ensemble.
En 1792, les troupes révolutionnaires françaises occupent l'Ajoie et la vallée de Delémont, puis s'arrêtent aux abords de Courrendlin. Le prince-évêque Joseph Sigismond de Roggenbach et les nobles fuient la région en emportant tous leurs biens. Seulement quatre jours avant l’arrivée des troupes françaises à Delémont, le chanoine gardien des biens du chapitre, Simon Sébastien Meinrad Rosé de Multenberg (1764-1819), ordonne aux chanoines d’emballer les objets les plus précieux et de les transférer à Soleure. Ils sont aidés dans cette tâche par des Delémontains de confiance, dont Claude-Joseph Verdat (1753-1812). Le fait que le manuscrit n'ait pas été envoyé à Soleure demeure inexpliqué. L'une des hypothèses est que les personnes ayant aidé à sauver les biens du chapitre se seraient peut-être rémunérés en nature. Comme la Bible était alors considérée comme sans grande valeur, elle aurait été laissée sans souci à Claude-Joseph Verdat. L'autre hypothèse est que, comme les reliques des deux saints sont restées à Delémont, la Bible est naturellement, selon les volontés des chanoines, restée avec elles.
Fin 1797, les Français envahissent le Jura méridional, puis la Confédération. La principauté épiscopale de Bâle est annexée à la République rauracienne, qualifiée de « République sœur », avant d’être intégrée au département du Mont-Terrible, puis rattachée à celui du Haut-Rhin en 1800. Par le concordat de 1801 entre Bonaparte et le pape Pie VII, le chapitre de Moutier-Grandval est dissous en 1802.

### Différentes ventes

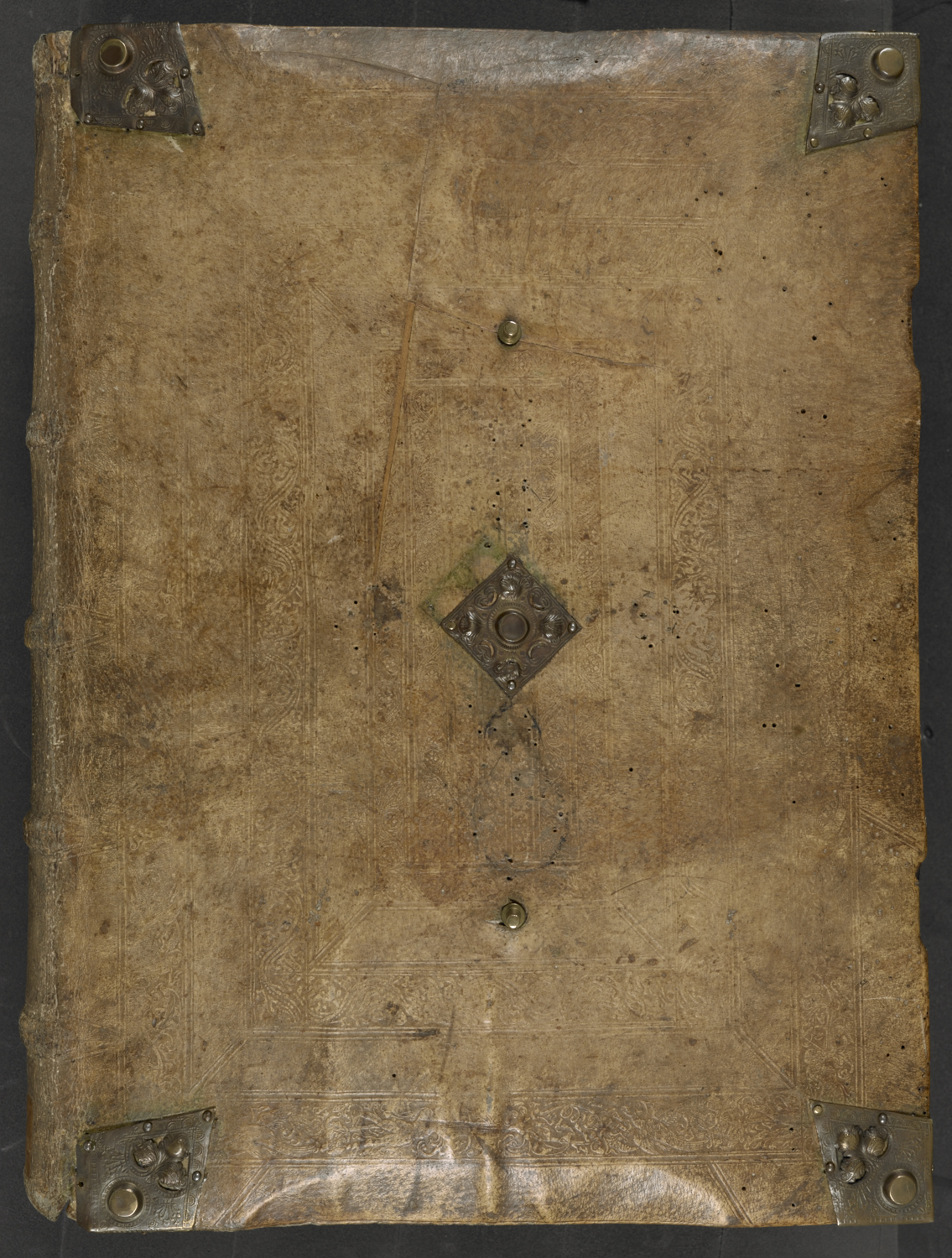
La couverture de la Bible.

Entre 1800 et 1810, le manuscrit est retrouvé par des enfants jouant dans le grenier de maison familiale des Verdat, situé à la Rue des Ursulines 3 (actuellement Rue de la Constituante 3). Les filles Verdat le vendent alors pour 25 batz (environ 3,70 francs) à leur voisin, l'avocat et maire de Delémont, Joseph-Alexis Bennot (1753-1837). Le curé de Delémont, Joseph Germain Valentin Hennet (1760-1831), lui propose par la suite 12 louis d'or afin de l'ajouter au trésor de l'église paroissiale, mais essuie un refus. Bennot le revend finalement, le 19 mars 1822, à Johann Heinrich von Speyr-Passavant (1782-1852), un libraire et antiquaire bâlois, pour 24 louis d'or,.
Par ses propres recherches, Speyr-Passavant lui attribue, à tort, une origine prestigieuse : selon lui, son auteur serait Alcuin lui-même, et le manuscrit aurait été réalisé expressément pour le couronnement de Charlemagne en 800. En 1828, Speyr-Passavant organise une tournée en Suisse, au cours de laquelle il expose et tente de vendre la Bible, notamment à Genève, Lausanne, Fribourg, Berne, Thoune, Langenthal, Soleure et Bâle. En décembre 1828, il se rend à Paris, où il demeure pendant une année et demie dans l’espoir de conclure une vente. Il la présente même au roi Charles X et aux bibliothèques royales, mais ces dernières refusent de l’acheter, remettant en cause son attribution à Charlemagne et jugeant son prix de vente excessif.
Arrivé à Londres au début de l’année 1836, il met la Bible aux enchères le 27 avril, mais sans succès. En mai, il contacte le British Museum pour lui proposer le manuscrit. Cherchant à en tirer 12 000 livres sterling, il affirme qu’il s’agit de la « Bible de l'empereur Charlemagne ». Face aux doutes des conservateurs du musée, il est finalement contraint de la céder pour 750 livres sterling (environ 18 000 francs de l’époque) le 18 juin 1836,. Elle sera finalement transférée, en 1973, à la British Library, où elle est conservée dans ses coffres,.
Depuis son entrée au British Museum au XIXe siècle, de nombreux historiens de l’art, du livre et de la littérature, ainsi que des médiévistes et des archivistes, se succèdent pour percer ses mystères. Tous s’accordent à reconnaître en elle un ouvrage d’une rareté exceptionnelle et d’envergure européenne. Elle devient ainsi l’une des bibles de Tours les plus étudiées. Désormais, objet de musée, la Bible est classée comme « restricted item » par la British Library. Elle bénéficie de conditions de conservation strictes et n'est consultable qu'exceptionnellement.

### Intérêt jurassien
À la fin du XIXe siècle et au début du XXe siècle, la légende d'une ancienne Bible jurassienne détenue par le British Museum circule dans la région jurassienne. Pour éclaircir ce doute, le département de l'éducation du canton de Berne envoie l'historien André Rais (1907-1979) à Londres afin d'étudier ce manuscrit. Il publiera ensuite ses conclusions dans une étude parue en 1933.
Dans le contexte de la « Question jurassienne », où une partie du peuple jurassien est séparatiste et demande la séparation de leur territoire du canton de Berne afin de créer un canton du Jura indépendant, les autorités bernoises n'ont aucun intérêt à s'intéresser de près à ce manuscrit. En effet, cela pourrait alimenter le sentiment des Jurassiens d'appartenir à un peuple distinct de celui du reste du canton de Berne.
Lors d'un voyage à Londres en 1971, le médecin jurassien Pierre Philippe et son épouse Carla Waldner se rendent au British Museum et demandent à voir la Bible, ce que le musée leur accorde. De retour en Suisse, Pierre Philippe et Jean-Louis Rais se lancent alors le défi de faire exposer le manuscrit à Delémont. Ils sont aidés par Reynold Ramseyer, industriel de La Neuveville, dont les relations à Londres se révèlent décisives. Entre-temps, une nouvelle République et canton du Jura est créée par la séparation d'une partie du territoire du canton de Berne et entre en souveraineté le 1er janvier 1979, les nouvelles autorités jurassiennes appuient également les négociations pour pouvoir exposer la Bible dans le Jura. La même année, le Musée jurassien d’art et d’histoire organise l'exposition « Si la Bible de Moutier-Grandval revenait... », une première mise en lumière de son importance pour la culture occidentale et pour le Jura.

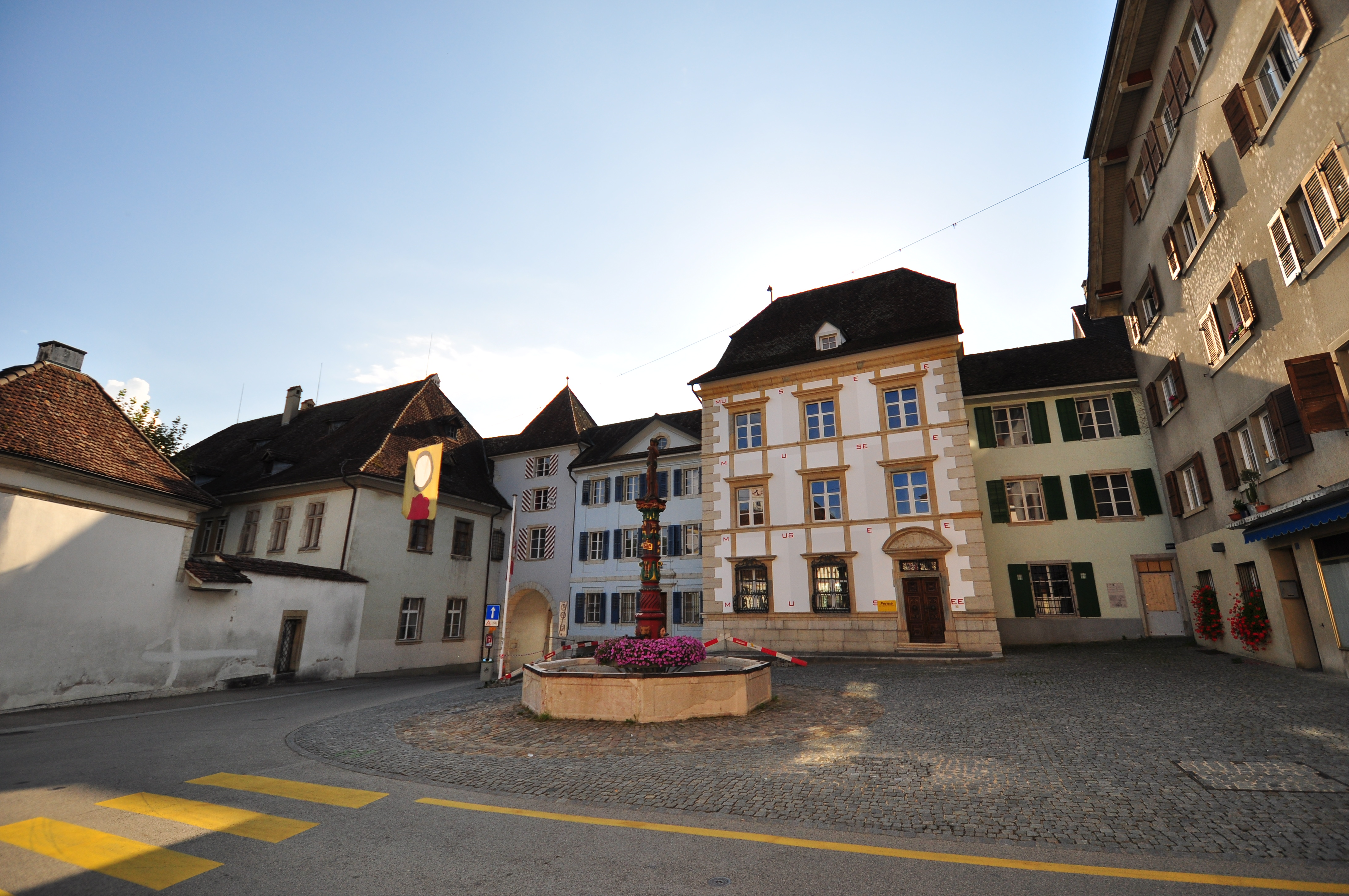
Le musée jurassien d'art et d'histoire à Delémont.

Le groupe de travail jurassien obtient alors un prêt exceptionnel de la British Library. La Bible revient en 1981 pour l'exposition « Jura, treize siècles de civilisation chrétienne ». Transportée par avion de la compagnie Swissair de Londres à la Suisse, elle est supervisée par Derek Howard Turner (en), responsable des expositions de la British Library. Elle arrive à Delémont le 13 mai 1981, où une cérémonie officielle est organisée à l’église Saint-Marcel. Elle est alors exposée, aux côtés de la crosse de Saint-Germain, des reliques de saint Germain de Trêves et de saint Randoald de Grandval, devant le public invité. Du 16 mai au 20 septembre, elle est ensuite présentée au Musée jurassien d’art et d’histoire. Durant ses quatre mois d’exposition, elle attire 32 000 visiteurs. Le prix pour tourner les pages est de 10 francs suisses. Pour ce faire, Turner ou l’une de ses collaboratrices effectuent chaque fois le voyage depuis Londres afin de manipuler le manuscrit. Cette contribution permet de financer en grande partie les déplacements des conservateurs britanniques entre Londres et la Suisse. Le manuscrit est ensuite exposé pendant une journée, le 22 septembre 1981, à la collégiale de Moutier, construite sur le site de l’ancienne église Saint-Germain de l’abbaye de Moutier-Grandval, où 2 000 personnes viennent l'admirer. Il est enfin présenté au musée d'histoire de Berne du 24 septembre au 1er novembre.
Entre le 8 mars et le 8 juin 2025, la Bible est à nouveau exposée au Musée jurassien d’art et d’histoire. Une inscription préalable est requise, et la visite se fait par petits groupes, avec un temps d'observation limité à 5 minutes,. Cette fois-ci, la Bible a été vu par plus de 18 000 visiteurs,.

## Description
Écrite aux alentours de 835 à l'abbaye Saint-Martin de Tours, cette Bible est l'une des plus anciennes bibles illustrées conservées intégralement au monde. Selon Sylviane Messerli, directrice de Mémoire d’ici, son excellent état suggère que l’ouvrage a très peu été utilisé.
Le parchemin, fabriqué à partir de peau de mouton et traité à la main, témoigne d’un travail minutieux. Pour réaliser ses 898 pages, on estime qu’il a fallu entre 210 et 225 moutons ainsi qu'entre 22 et 24 scribes.

### Contenu
Le manuscrit contient le texte de la Vulgate révisée par Alcuin, l'un des trois exemplaires enluminés à l'époque par le scriptorium de Tours, aux côtés de la Première Bible de Charles le Chauve et d'une Bible actuellement conservée à Bamberg (Staatliche Bibliothek, Msc.Bibl.1).
La Bible contient l'Ancien et le Nouveau Testament, les préfaces de saint Jérôme, ainsi que quelques poèmes. Des tables de concordances entre les passages des autres évangiles figurent également au début du Nouveau Testament.

### Les miniatures
Le manuscrit contient quatre miniatures en pleine page, placées avant la Genèse, l'Exode, les évangiles et après l'Apocalypse (f.5v, 25v, 352v, 449v).

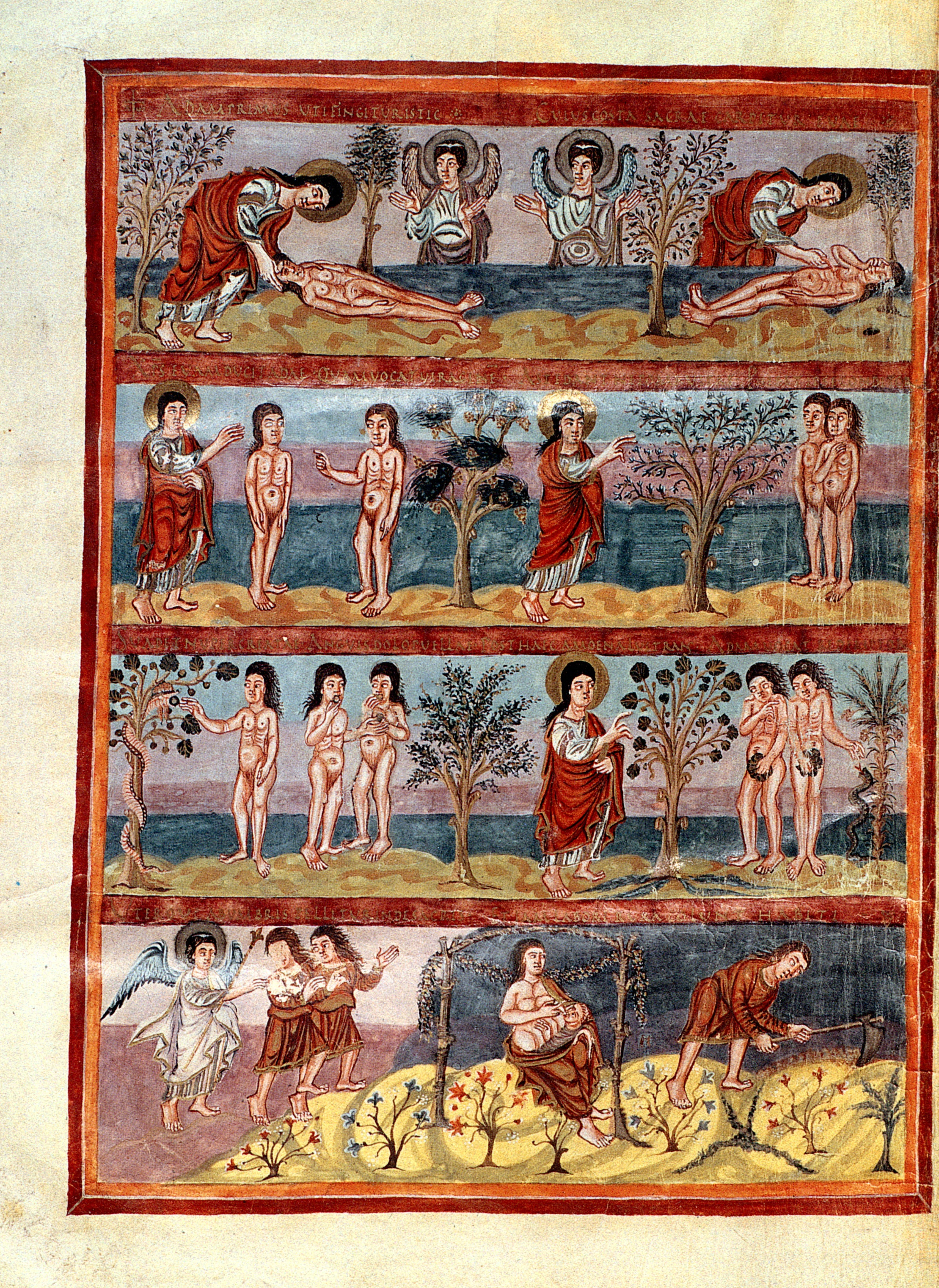
Miniature de la Genèse, f.5v.
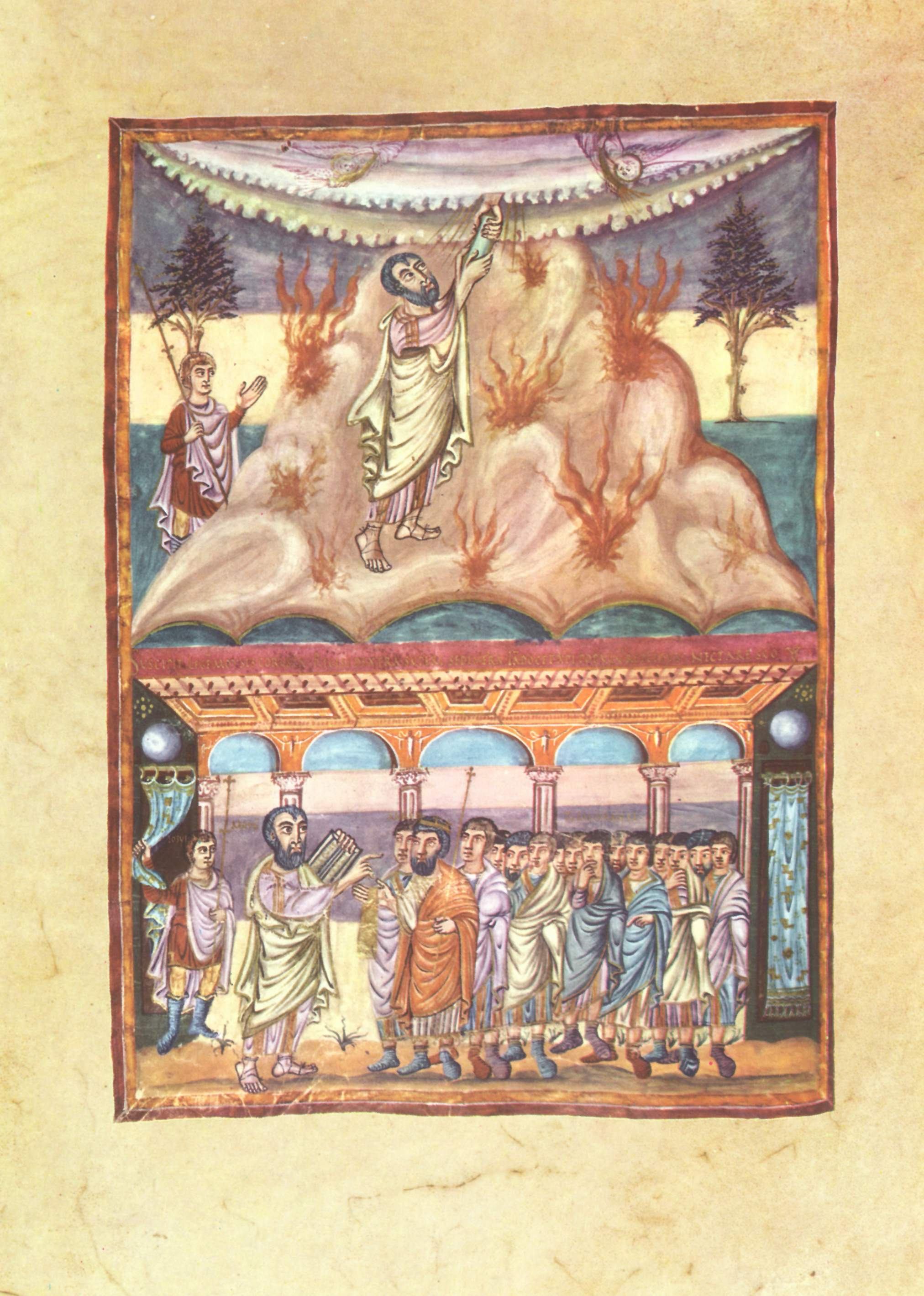
Miniature de l'Exode, f.25v.
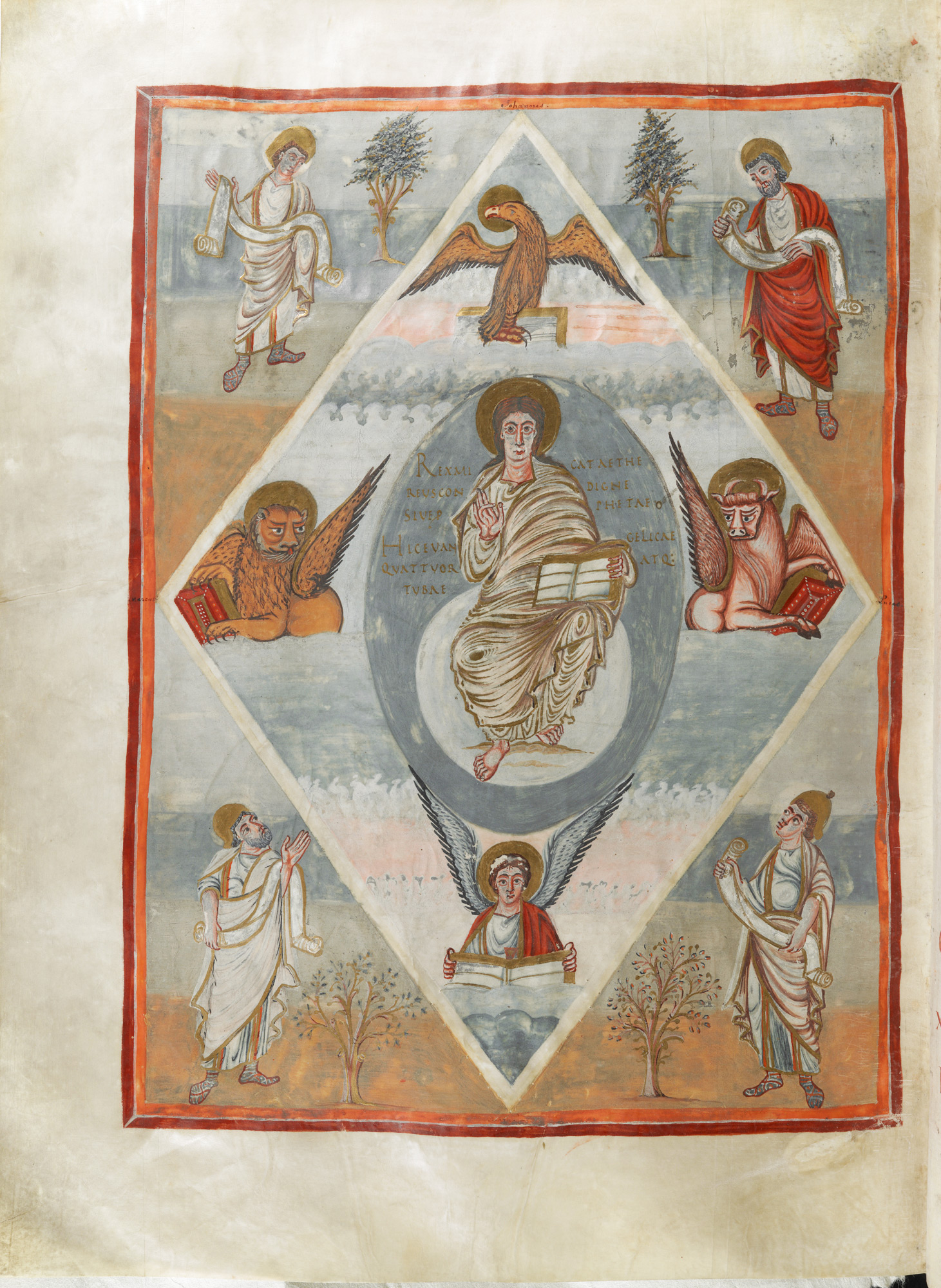
Miniature des évangiles, f.352v.
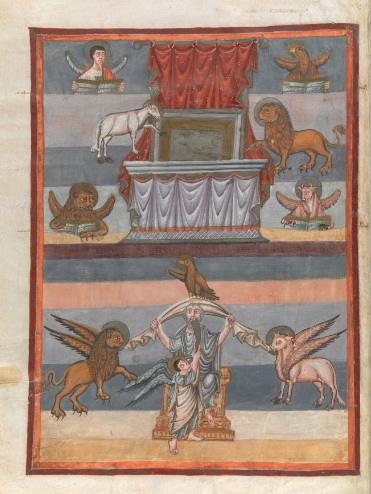
Miniature après l'Apocalypse, f.449r.

La première miniature représente, sous la forme de quatre bandeaux se lisant de gauche à droite, des scènes de la Genèse : la création d'Adam et Ève, la présentation de l'arbre de vie, la tentation et la chute, l'expulsion du paradis. Entre chaque bandeau, un poème écrit en lettres d'or résume le déroulement de l'histoire représentée. La miniature précédent l'Exode représente deux scènes : Moïse recevant les tables de la loi puis Moïse présentant les commandements au peuple d'Israël. Cette dernière scène, inspirée de l'art antique, se déroule dans un intérieur directement inspiré des maisons romaines. La miniature au début des Évangiles représente le Christ en majesté, entouré des quatre symboles des évangélistes tenant chacun un livre puis dans chaque coin, quatre hommes, tenant des rouleaux représentant peut-être les quatre prophètes de l'Ancien Testament, Isaïe, Jérémie, Daniel et Ézéchiel. C'est une représentation du lien entre les prophéties de l'Ancien Testament qui se réalisent dans le Nouveau. La quatrième miniature, liée à l'Apocalypse, représente de nouveau les quatre symboles des évangélistes, entourant l'agneau et le lion de Juda qui ouvrent le livre des sept sceaux. Les quatre symboles tiennent de nouveau des livres contenant des Notes tironiennes. Dans la partie basse, un personnage assis qui pourrait être Moïse tenant un voile retiré par les quatre symboles des évangélistes ou une personnification de Dieu révélé comme une personne par les écritures. Cette miniature pourrait avoir été placée au début de l'Apocalypse et non à la fin comme aujourd'hui, voire au tout début du manuscrit.

### Autres
On y trouve aussi quatre lettrines historiées en couleur, or et argent (f. 234r, 262v, 390v, 411v), un incipit en pleine page (f.1v), des canons de concordances au décor architectural (f.349v-351r) et ornemental (f.408v-409r), ainsi que des lettrines ornées au début de chaque livre.
On observe également la présence d'animaux fantastiques et d'entrelacs d'une précision parfaite, qui renvoient au monde anglo-saxon, puisque la Bible suit les préceptes d'écriture d'Alcuin, savant originaire d'York et ancien abbé de l'abbaye Saint-Martin de Tours. L'influence antique est également visible à travers les chapiteaux, les colonnes marbrées et les feuilles d'acanthe représentées.
La Bible utilise de nouvelles lettres : les minuscules carolines. Cette écriture a permis de regrouper des œuvres entières dans un seul livre. La technique très aboutie des scribes a fait de l'abbaye Saint-Martin de Tours un centre de production en masse de manuscrit bibliques de l'époque.